# Rhynchospora modesti-lucennoi
Rhynchospora modesti-lucennoi är en halvgräsart som beskrevs av Santiago Castroviejo. Rhynchospora modesti-lucennoi ingår i släktet småag, och familjen halvgräs. IUCN kategoriserar arten globalt som starkt hotad. Inga underarter finns listade i Catalogue of Life.